# Movimento di Decolonizzazione ed Emancipazione Sociale
Il Movimento di Decolonizzazione ed Emancipazione Sociale (MDES, in lingua francese Mouvement de décolonisation et d'émancipation sociale) è un partito politico indipendentista nel dipartimento della Guyana francese. È generalmente classificato di estrema sinistra.

## Programma
La proposta principale di questo partito è la richiesta d'indipendenza della Guyana francese, considerata da questo partito come una colonia della Francia. Sta anche valutando la possibilità di uno statuto TOM e ha chiesto di votare sì nel referendum sull'autonomia della Guyana del 10 gennaio 2010.

## Manifesto MDES per la decolonizzazione della Guyana
Questo manifesto reso pubblico il 1º ottobre 1997, difende i seguenti punti:
- Difesa dell'integrità territoriale della Guyana
- Difesa dei migliori interessi del popolo della Guyana
- Fermare il genocidio pianificato
- Economia egocentrica
- Autosufficienza alimentare e beni di prima necessità
- Sviluppo di un settore misto
- Protezione del mercato della Guyana e delle produzioni locali
- Accesso alle risorse minerarie
- Accesso alla terra per tutti
- Accesso ai finanziamenti
- Tassa spaziale a vantaggio della Guyana
- Priorità alle imprese locali
- Priorità alla supervisione locale nel settore pubblico e privato
- Priorità all'assunzione e alla promozione locale
- Priorità alle culture locali
- Rispetto e riconoscimento dei diritti consuetudinari
- Riconoscimento delle lingue madri
- Cooperazione internazionale diretta, in particolare su questioni economiche, culturali e di immigrazione
- Controllo della proprietà di tutti i funzionari eletti dal cittadino

## Risultati elettorali

### Elezioni regionali
| Anno | %    | Seggi  | Posizione |
| ---- | ---- | ------ | --------- |
| 1998 | 8,6  | 3 / 31 | 4°        |
| 2004 | 6,55 | 0 / 31 | 5°        |

### Elezioni territoriali
| Anno | %    | Seggi  | Posizione |
| ---- | ---- | ------ | --------- |
| 2015 | 5,71 | 0 / 51 | 5°        |

Alain Tien-Liong, consigliere generale del MDES del cantone di Caienna-Sud-Ovest, e presidente del Consiglio generale della Guyana francese tra 2004 et 2015.
Alle elezioni legislative del 2012, il MDES ottiene 17,30 % dei voti.